# Jean de Cappadoce
Jean de Cappadoce (v. 490 à Césarée de Cappadoce - après 548) est l’un des principaux ministres de l’empereur byzantin Justinien Ier. Ses réformes, menées de 531 à 541, vont dans le sens du renforcement de l’absolutisme impérial et de la centralisation de l’Empire. Il débute comme scriniaire dans les services du magister militum où il sait se montrer un conseiller avisé de Justinien en matière financière. Il devient ensuite numerarius, chef des finances du magister militum puis préfet du prétoire d’Orient en 531. Il doit sa progression à sa capacité à résoudre les problèmes pratiques, en particulier dans le milieu financier.

## Biographie
Jean le Lydien et Zacharie le Rhéteur rapportent que Jean est né à Césarée de Cappadoce. Procope de Césarée, Jean Malalas, le Chronicon Paschale et Zacharie l'appellent Jean de Cappadoce pour éviter la confusion avec d'autres personnages partageant le même prénom, courant à l'époque. Ses origines familiales sont difficiles à établir et deux membres seulement sont connus avec certitude, sa fille Euphémie et un parent appelé Ioannes Maxilloplumacius.

### Ascension
Les historiens de l'époque ont généralement une opinion négative de Jean, en particulier Procope et Jean le Lydien, ce qui rend leurs récits subjectifs. Procope parle de Jean comme d'un homme peu éduqué, même s'il admet à contrecœur qu'il a de réelles qualités naturelles le conduisant aux postes les plus élevés. Il apparaît pour la première fois dans les sources comme scriniarius (notaire) au service d'un magister militum non identifié. Ses idées sur l'administration attirent l'attention de Justinien et il est promu à des postes à responsabilités financières. De là, il devient vir illustris. Sa proximité avec Justinien pourrait dater de l'époque où Justinien servait comme magister militum præsentalis dans les années 520.
Jean dirige la première commission juridique de Justinien, qui débouche sur la rédaction du Code Justinien, première composante du Corpus iuris civilis, devenant le principal conseiller juridique de l'empereur. Il est aussi nommé préfet du prétoire d'Orient, un poste primordial dans l'architecture de l'Empire romain d'Orient, lui donnant le pouvoir d'introduire de nouvelles taxes. Celles-ci sont très impopulaires et pourraient avoir contribué au déclenchement de la sédition Nika de 532. En effet, les rebelles demandent notamment la démission de Jean de Cappadoce. Justinien cède face à la pression de la foule mais, après avoir écrasé ce soulèvement, il rappelle Jean et le nomme à nouveau préfet du prétoire. Jean de Cappadoce participe aussi aux affaires étrangères puisqu'il participe à la rédaction de la paix éternelle avec Chosroès Ier. En revanche, il ne parvient pas à convaincre Justinien de renoncer à la guerre contre les Vandales, dont il craint le coût exorbitant. De manière à éviter une hausse des dépenses publiques, il mène une politique de réduction de la bureaucratie à Constantinople et dans les provinces, tentant de favoriser la méritocratie.
Zacharie rapporte que Jean est craint en raison de son influence sur l'empereur et de sa tendance à lancer des accusations contre de nombreuses personnes. Selon Jean le Lydien, il aurait bâti une prison au sein du prétoire de Constantinople où les détenus auraient été torturés et exécutés. En outre, il affirme qu'il aurait extorqué de l'argent à ses victimes.

### Seconde préfecture (532-541)
En novembre 532, Jean est restauré dans ses anciennes fonctions et cette seconde préfecture est marquée par de grandes réformes administratives. Ces réformes sous-entendent, dans leur ensemble, une hostilité sous-jacente à l’encontre des classes dirigeantes :
- le 15 avril 535, il fait publier par Justinien une « novelle contre la vénalité des charges », interdisant aux magistrats et aux gouverneurs d’acheter leurs charges. Il décrète également que le montant des taxes qui doivent être versées aux administrations chargées d’effectuer les nominations sera fixé par l’Empereur. Il supprime également la charge de vicaire, interposée entre le préfet du prétoire et les gouverneurs de province, et redéfinit les obligations des gouverneurs ;
- il défend les paysans propriétaires contre l’empiètement des grands propriétaires en interdisant à ces derniers d’acquérir de nouvelles terres dans les communes rurales.

Au cours de son second mandat de préfet du prétoire, il mène une politique fiscale très active pour assurer le financement des politiques coûteuses de Justinien. Il n'hésite pas à user de la violence face aux réfractaires (flagellation, emprisonnement). Il contribue aussi à la création de nouvelles taxes. Jean le Lydien en cite vingt-sept sans apporter de précisions sur leur nature exacte. En outre, il utilise, parfois à outrance selon les chroniqueurs, certaines des armes à destination de l'Empire. C'est le cas, par exemple, de la cœmptio, soit la réquisition qui permettait à l'État d'obliger les propriétaires à vendre à l'empereur des denrées à un prix très faible, en plus du fait qu'ils doivent en assurer le transport. De même, il se sert du système de l'épibolè, qui fait peser l'impôt d'une terre désertée sur la terre d'une même propriété toujours cultivée. Toujours selon Jean le Lydien, les fonctionnaires de son administration font parfois régner la terreur dans les campagnes.
La politique de Jean de Cappadoce n'est pas uniquement fiscale. Il a un souci constant de réduire la dépense publique. Pour cela, il réforme la poste impériale et met fin au service rapide (le cursus velox) particulièrement coûteux, même si cela ralentit le rythme d'acheminement des nouvelles. Pareillement, il veille à ce que la gestion des effectifs soit optimisée, s'appliquant à ce que les militaires qui ne sont plus en état de servir soient retirés des registres pour éviter le paiement de soldes supplémentaires.
En 538, il s’attaque aux monophysites d’Égypte et fait fermer leurs églises et, en 541, leur étend la loi contre les hérétiques en leur interdisant d’exercer toute fonction publique ainsi que de transmettre leurs biens par succession. Il en profite, à cette même époque, pour réformer l’administration et le diocèse égyptiens et met fin à l’unité administrative de cette région, renforçant l’autorité du patriarche. En 537, Justinien lui reproche cependant de ne pas avoir repoussé sans hésitation les prétentions des hérétiques, donnant probablement foi aux accusations de paganisme portées contre lui. Il répond alors à l’Empereur : « Nous sommes surpris de ce que ta sagesse ait écouté leurs raisons et que tu ne te sois empressé de les en punir ».
En 540-541, il effectue un long voyage en Orient, où il est acclamé par les masses populaires, qui le remercient des mesures qu’il a prises contre les puissants, ce qui le présente comme un rival dangereux pour Justinien.

### Chute et exil
La chute de Jean de Cappadoce semble avoir été le résultat d'une rivalité avec l'impératrice Théodora et le général Bélisaire. Théodora et Jean se disputent l'influence auprès de Justinien et n'hésitent pas à s'accuser mutuellement. Quant à Bélisaire, il jouit d'une forte popularité en raison de ses succès à l'occasion de la guerre des Goths. De ce fait, Jean le perçoit comme son principal rival. Selon Procope, Théodora et Antonina, l'épouse de Bélisaire, s'allient contre Jean de Cappadoce. Antonina arrange une rencontre avec Jean, dans la prétendue perspective de conspirer contre l'empereur. Jean accepte de la voir dans un palais près de Chalcédoine, violant apparemment un ordre direct de l'empereur d'éviter les rencontres secrètes avec Antonina. En réalité, cet échange privé est espionné par Marcellus et Narsès, qui ont reçu l'ordre par Théodora de tuer Jean si jamais il se montre partisan d'une trahison. Toutefois, Jean serait parvenu à s'enfuir dans une église tandis que Marcellus est blessé par un des gardes de Jean. Juste après, il est congédié et banni à Cyzique où il est contraint de rentrer dans les ordres. En 542, il est soupçonné d'avoir participé au meurtre de l'évêque de Cyzique et est envoyé à Antinoupolis. Finalement, il peut revenir à Constantinople en 548, après la mort de Théodora, mais ne retrouve pas son ancienne influence politique